# Величко, Юрий Алексеевич
Ю́рий Алексе́евич Вели́чко (укр. Юрій Олексійович Вели́чко; 24 января (6 февраля) 1917, Бендеры, Бессарабская губерния, Российская империя — 2 марта 1986, Одесса, Украинская ССР) — украинский советский актёр театра и кино, режиссёр. Народный артист Украинской ССР (1964).

## Биография
В 1936—1944 годах выступал на сцене Киевского украинского драматического театра . Одновременной учился. В 1941 году окончил студию при Киевском украинском драматическом театре им. И. Франко (ныне Национальный драматический театр имени Ивана Франко, класс Г. Юра), в 1974 году — Киевский институт театрального искусчства.
В 1944—1965 годах работал в Черновицком украинском музыкально-драматическом театре имени Ольги Кобылянской, в 1966—1979 годах — в Одесском русском драматическом театре им. А. Иванова.
Возглавлял народный самодеяльный театр Одесского трамвайно-троллейбусного управления (1980—1985).
Исполнял, в основном, роли героико-романтического плана.
Член ВКП(б) с 1949 года.

## Фильмография
- 1939 — «Щорс» — гость на свадьбе
- 1956 — «Кровавый рассвет» — эпизод;
- 1967 — «Поиск» — Алексей Алексеевич, работник собеза;
- 1968 — «Золотые часы» — учитель;
- 1968 — «Случай из следственной практики» — эпизод;
- 1969 — «Повесть о чекисте» — эпизод;
- 1975 — «Волны Чёрного моря» — отдыхающий;
- 1980 — «Овод» — эпизод.

## Избранные театральные роли
- Платон («Платон Кречет» Александра Корнейчука);
- Игнат («Безталанная» Ивана Карпенко-Карого);
- Михаил («Земля» по Ольге Кобылянской);
- Антон («Весенний поток» Зиновия Прокопенко);
- Дмитрий («Леся» Маргариты Андриевич);
- Марио Арманди («Сеньор Марио пишет комедию» Альдо Николаи);
- Устим Кармелюк («Устим Кармелюк» Владимира Суходольского);
- Чацкий («Горе от ума» Александра Грибоедова);
- Жадов («Доходное место» Александра Островского);
- Улдис («Вей, ветерок!» Яниса Райниса);
- Фердинанд («Мачеха» Оноре де Бальзака);
- Артур («Овод» Этель Лилиан Войнич);
- Алексей («Оптимистическая трагедия» Всеволода Вишневского);
- Фердинанд («Коварство и любовь» Фридриха Шиллера).

Похоронен в Одессе на Втором Христианском кладбище.

## Награды
- Орден «Знак Почёта»
- Народный артист Украинской ССР (1964).